# Eschentzwiller
Eschentzwiller település Franciaországban, Haut-Rhin megyében. Lakosainak száma 1510 fő (2022. január 1.). Eschentzwiller Bruebach, Hombourg, Dietwiller, Zimmersheim, Landser és Habsheim községekkel határos.

## Népesség
A település népességének változása:
| Lakosok száma | 1518 | 1505 | 1535 | 1473 | 1473 | 1479 | 1476 | 1493 | 1510 |
|               | 2013 | 2015 | 2016 | 2017 | 2018 | 2019 | 2020 | 2021 | 2022 |